# Fuggerzeitung

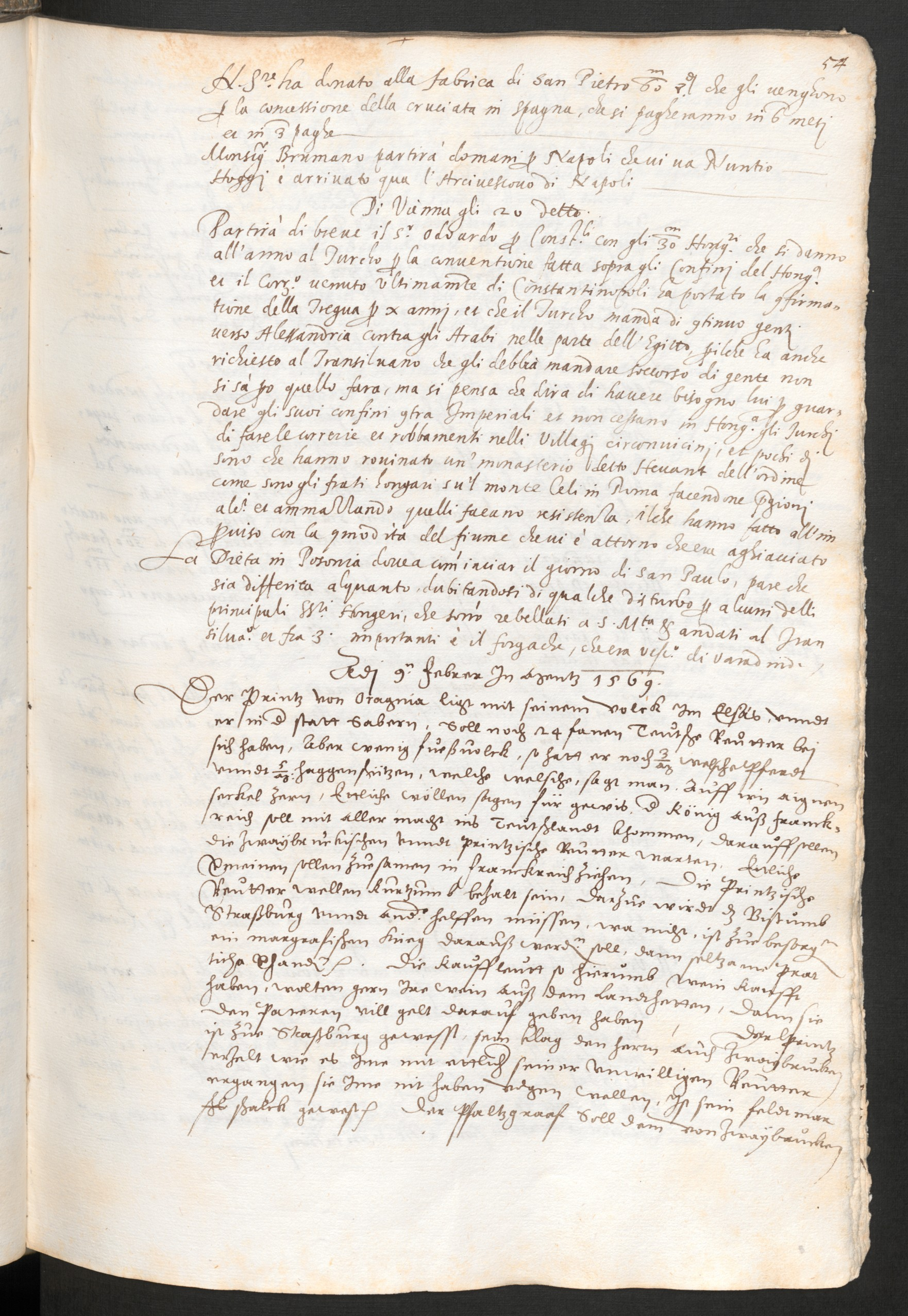
Die Fuggerzeitung vom 20. Januar 1568

Als Fuggerzeitung wird eine Vorform der modernen Zeitung in der Frühen Neuzeit bezeichnet, die noch ohne die damals neue Medientechnologie Buchdruck auskam. Die Fuggerzeitungen bestanden aus handschriftlich notierten Anhängen an die Briefwechsel des Augsburger Handelshauses Fugger in den Jahren 1568 bis 1605. Mit etwa drei Vierteln überwiegen Berichte, Meldungen und Abschriften zum Themenbereich Krieg und Politik.
Die Fuggerzeitungen umfassen insgesamt circa 35.000 Seiten und sind die berühmtesten der so genannten Kaufmannsbriefe. Verfasst wurden die Texte vor allem von Angestellten, Freunden oder Agenten der Empfänger und – in geringerem Umfang – von speziellen Zeitungsschreibern.